# 12 avril 2009
Le dimanche 12 avril 2009 est le 102e jour de l'année 2009.

## Décès
- Eve Kosofsky Sedgwick (née le 2 mai 1950), universitaire et féministe des États-Unis
- François Gautier (né le 30 septembre 1906), personnalité française du monde des affaires
- François Laplanche (né en 1928), historien français
- Franklin Rosemont (né le 2 octobre 1943), écrivain et dessinateur américain
- Hélène Vercors (née le 16 décembre 1919), actrice française
- Hans Kleppen (né le 16 mars 1907), sauteur à ski norvégien
- John Maddox (né le 27 novembre 1925), physicien de formation, écrivain et journaliste britannique
- Kent Douglas (né le 6 février 1936), joueur et entraîneur de hockey sur glace canadien
- Louis Leysen (né le 22 janvier 1932), joueur de football international belge
- Marilyn Chambers (née le 22 avril 1952), actrice pornographique américaine
- Pierre Peuchmaurd (né le 26 juillet 1948), poète français
- Sitara Achakzaï (née le 1er janvier 1957), femme politique allemande
- Vytautas Mažiulis (né le 20 août 1926), linguiste lituanien

## Événements
- Création de darktable
- Grand Prix moto du Qatar 2009
- Fin de la prise d'otage du Maersk Alabama